# Żbiki-Kierzki
Żbiki-Kierzki – wieś w Polsce położona w województwie mazowieckim, w powiecie przasnyskim, w gminie Krasne. Ma status sołectwa.
W skład sołectwa Żbiki-Kierzki wchodzi wieś Niesiobędy.
| SIMC    | Nazwa      | Rodzaj    |
| ------- | ---------- | --------- |
| 0117660 | Niesiobędy | część wsi |

W latach 1975–1998 miejscowość administracyjnie należała do województwa ciechanowskiego.